# پل کاب
پل کاب (انگلیسی: Paul Cobb؛ زادهٔ ۱۳ دسامبر ۱۹۷۲) بازیکن فوتبال اهل بریتانیا است.
از باشگاه‌هایی که در آن بازی کرده‌است می‌توان به باشگاه فوتبال لیتون اورینت اشاره کرد.